# 防水工事業
防水工事業（ぼうすいこうじぎょう）とは、アスファルト、モルタル、シーリング材等によって防水を行う工事を業とする建設業。工事の例としては、アスファルト防水工事、モルタル防水工事、シーリング工事、塗膜防水工事、シート防水工事、注入防水工事などがある。
防水工事に含まれるものは、いわゆる建築系の防水工事のみであり、トンネル防水工事等の土木系の防水工事は防水工事ではなく、とび・土工・コンクリート工事に該当する。
防水モルタルを用いた防水工事は左官工事業、防水工事業どちらの業種の許可でも施工可能である。